# Ivanska
 Ivanska  è un comune della Croazia di 3 510 abitanti della regione di Bjelovar e della Bilogora.